# Marcel Jacno

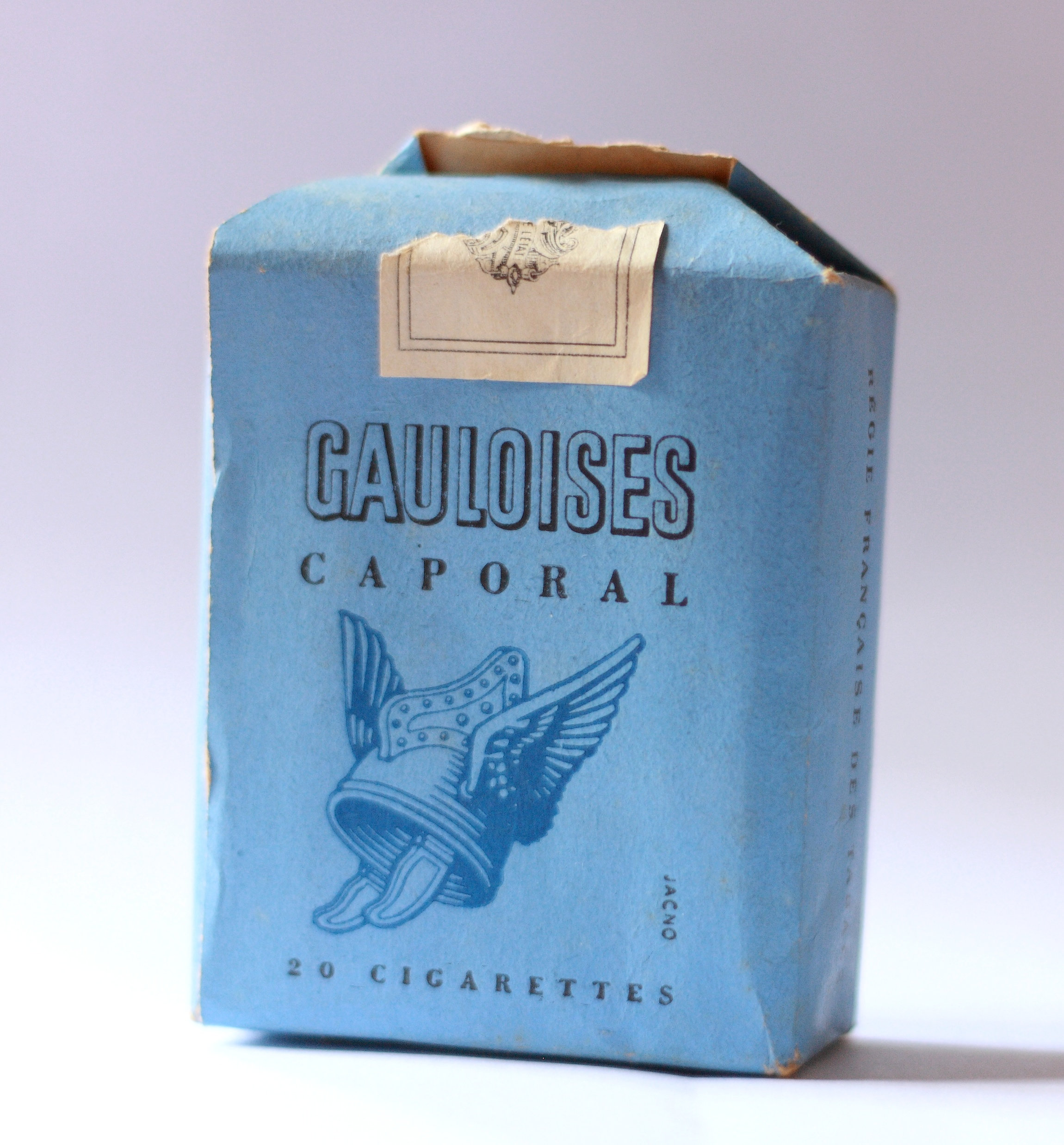
El célebre paquete de Gauloises de los años 1960, diseñado por Jacno.

Marcel Jacno (6 de agosto de 1904-1989), fue un diseñador gráfico, y escritor francés, conocido sobre todo por haber diseñado el paquete de cigarrillos Gauloises, y el logo del Théâtre national populaire en 1951.

## Biografía
Marcel Jacno fue un autodidacta en las artes gráficas. Sus primeros trabajos, en 1929, fueron los afiches para Gaumont y Paramount. 
En 1936, diseña el conocido paquete de Gauloises; y, firmando una segunda versión en 1947 que se convertirá en uno de los logos más populares en Francia y casi un récord mundial en la difusión. Asimismo fue el creador del título del periódico France-Soir.

## Obra

### Algunas publicaciones
- Anatomie de la lettre, Collection caractère, École Estienne, 1978.

- A. Benchetrif, Jacno au Musée de l'affiche et de la publicité, Henri Veyrier / Ed. UCAD / Musée de l'affiche et de la publicité, 1981 - ISBN 2901422209

- Marcel Jacno, Un Bel Avenir, éditions Maurice Nadeau, collection Papyrus, 1981.

### Artículos
- « Retour des USA. Les commentaires de Marcel Jacno », Vendre, agosto de 1939.

- « Des proclamations de l’an III aux affiches du TNP », Bref, « journal mensuel » du TNP, n.º 16, mayo de 1958.

- « Domaine du spectacle », Techniques graphiques, n°4, julio-agosto de 1962.

- « Fonctions de la lettre dans les arts utilitaires », Esthétique industrielle, n.º 72-73, 2º trimestre 1965.

- ‘An artist's progress, from typographic design to painting’, Idea, marzo de 1972.

- « Typo-graphies », L'Immédiate, n°6, 1976.

- « Typographie et Théâtre, une expérience », L'Espace et la Lettre, Cahiers Jussieu 3, Université Paris VII, Coll 10/18, 1977.

- « Chiffres », L'Immédiate n.º 20, 1979.

- « Typographies » por Marcel Jacno, Rencontres internationales de Lure, Lettres capitales, Rémy Magermans, 1982 (p. 126-131).

## Videos
- El Jacno, diseñado en 1948 por Marcel Jacno